# Médias russophones
Les médias russophones sont des médias qui utilisent pour langue principale le russe. Ces derniers ne se limitent pas aux pays de l'ancien bloc soviétique.

## Allemagne
- R1 - РУССКИЙ ПЕРВЫЙ КАНАЛ (créé en 2007[1], mais n'existe plus)
- R1 Extra (créé en 2017[2], mais n'existe plus)
- OstWest, anciennement RTVD Русскоязычный информационный телеканал[3], chaîne créée en 2016, officiellement lancée en juin[4], et émettant depuis Berlin.
- Kontakt Chance TV (créé en 2009[5], mais n'existe plus)
- TV RUS[6]
- BestMarket Tv[7]
- KaufBei Tv[8]

## Autriche
- TWOJ[9], chaîne de télévision

## Azerbaïdjan
- AzTv, chaîne de télévision parfois en russe

## Biélorussie
- la télévision nationale diffuse en russe (Belarus 1, 2, 24)

## Chine
- CCTV Russe

## Estonie
- ETV+[10]

## États-Unis
- RTVi
- Current Time (Настоящее Время[11])

## France
- Euronews

## Israël
- Israil +[12], chaîne de télévision
- 7 Kanal[13], chaînes de télévision
- Iland[14], chaîne de télévision
- Courier, journal fondé en 1991[15]
- Vesty, série de publications[16]

## Kazakhstan
- Kazakh TV[17]
- 31[18]
- Gakku TV[19]

## Lettonie
- 3+, chaîne de télévision

## Lituanie
- LTV7[20]

## Transnistrie
- TSV[21]

## Ukraine
Les russophones y sont nombreux, nombreuses sont donc les publications et médias dans cette langue :
- Novi Kanal (Новый канал[22])
- STB[23]
- UA TV
- ictv[24]
- Inter[25]
- 112 Ukraina[26]